# Općina Probištip
Općina Probištip (makedonski: Општина Пробиштип) je jedna od 80 općina Republike Sjeverne Makedonije koja se prostire na istoku Sjeverne Makedonije. 
Upravno sjedište ove općine je grad Probištip.

## Zemljopisne osobine
Općina Probištip prostire se na južnim padinama Osogovskih planina,
graniči s Općinom Kratovo na sjeveru, s Općinom Kočani na istoku, s Općinom Češinovo-Obleševo na jugoistoku, s Općinom Karbinci na jugu, s Općinom Štip na jugozapadu, te s Općinom Sveti Nikole na zapadu.
Ukupna površina Općine Probištip je 325.57 km².

## Stanovništvo
Općina Probištip  ima 16 193 stanovnika. Po popisu stanovnika iz 2002. nacionalni sastav stanovnika u općini bio je sljedeći;

## Naselja u Općini Probištip
Ukupni broj naselja u općini je 36, od kojih su 34 seoska i 2 sa statusom grada; Probištip i Zletovo

## Pogledajte i ovo
- Probištip
- Osogovske planine
- Sjeverna Makedonija
- Općine Sjeverne Makedonije

## Vanjske poveznice
- Služene stranice Općine Probištip  Arhivirana inačica izvorne stranice od 4. srpnja 2009. (Wayback Machine)
- Općina Probištip na stranicama Discover Macedonia